# Mondéjar
Mondéjar ist eine zentralspanische Kleinstadt und eine Gemeinde (municipio) mit 2.900 Einwohnern (Stand: 2024) in der Provinz Guadalajara in der Autonomen Gemeinschaft Kastilien-La Mancha.

## Lage und Klima
Der ca. 720 m hoch gelegene Ort Mondéjar liegt im südlichen Teil der Iberischen Hochebene (meseta). Die Provinzhauptstadt Guadalajara liegt ca. 43 km (Fahrtstrecke) nördlich; die Stadt Madrid ist ca. 63 km in westlicher Richtung entfernt. Das Klima im Winter ist gemäßigt, im Sommer dagegen warm bis heiß; die eher geringen Niederschlagsmengen (ca. 450 mm/Jahr) fallen – mit Ausnahme der nahezu regenlosen Sommermonate – verteilt übers ganze Jahr.

## Bevölkerungsentwicklung
| Jahr      | 1857  | 1900  | 1950  | 2000  | 2019  |
| Einwohner | 2.069 | 2.128 | 2.694 | 2.138 | 2.645 |

Die Einwohnerzahl der Gemeinde ist trotz der Mechanisierung der Landwirtschaft und der Aufgabe bäuerlicher Kleinbetriebe seit der Mitte des 20. Jahrhunderts vergleichsweise stabil geblieben.

## Wirtschaft
Die wichtigste Rolle im Wirtschaftsleben der Gemeinde spielte die Landwirtschaft (Ackerbau, Viehzucht sowie Wein- und Olivenanbau), die in früheren Jahrhunderten hauptsächlich der Selbstversorgung diente. Aber auch Kleinhändler und Handwerker ließen sich seit dem ausgehenden Mittelalter im Ort nieder.

## Geschichte
Die Ursprünge des Ortes liegen im Dunkeln, da keltisch-iberische, römische, westgotische und selbst maurische Spuren fehlen. Möglicherweise entstand der Ort erst in der Phase der Wiederbesiedlung (repoblación) nach der Rückeroberung (reconquista) Toledos im Jahr 1085. Erst im frühen 16. Jahrhundert nahm Mondéjar durch seine Erhebung zur Markgrafschaft (marquesado) (1512) einen politischen und wirtschaftlichen Aufschwung; erster Titelträger war Íñigo López de Mendoza y Quiñones aus dem Haus Mendoza. Ende des 16. Jahrhunderts hatte der Ort bereits ca. 3.300 Einwohner.

## Sehenswürdigkeiten

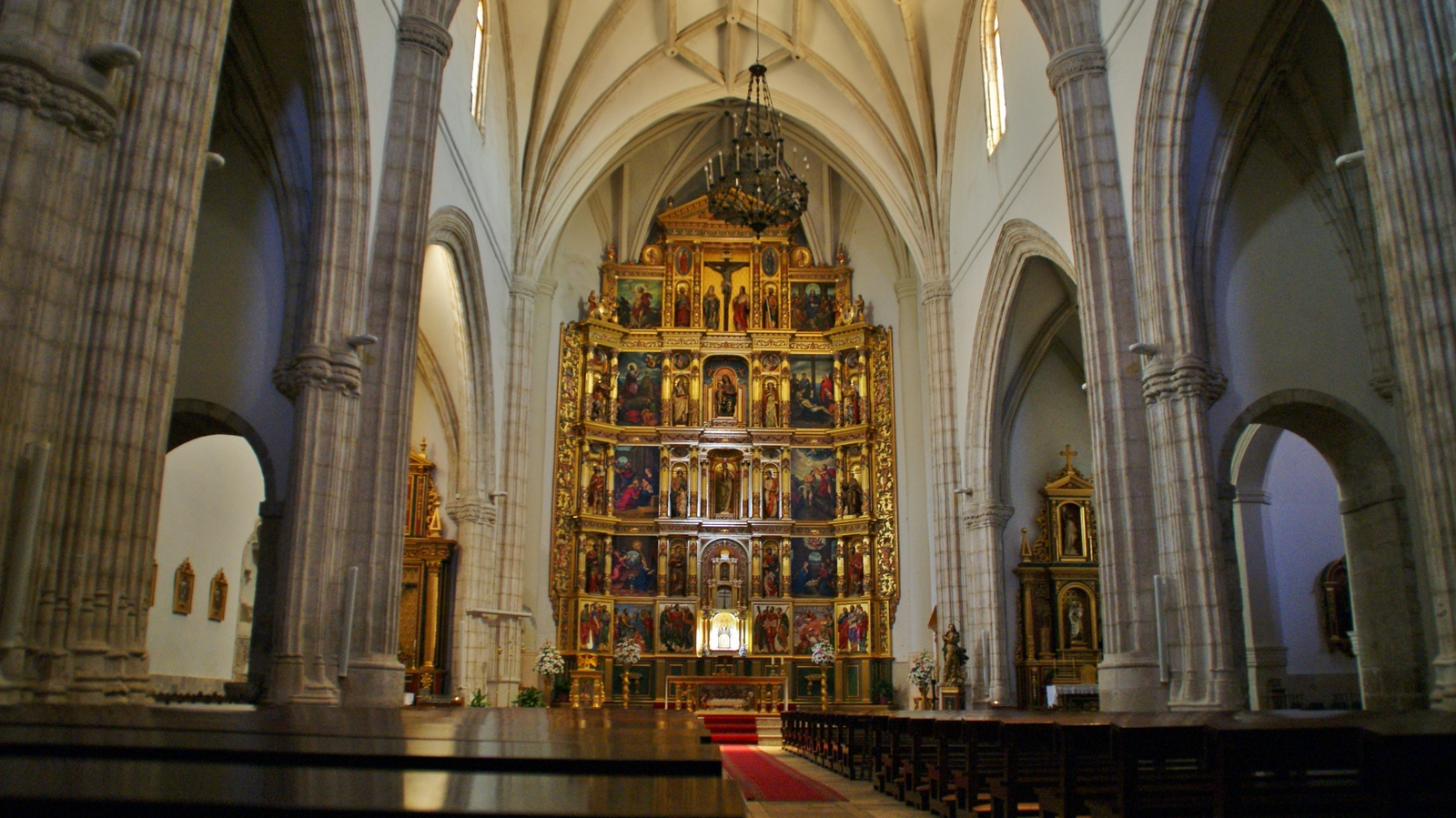
Mondéjar – Iglesia de Santa María Magdalena

- Mit dem Bau der Iglesia de Santa María Magdalena wurde im Jahr 1516 begonnen; sie zeigt eine Mischung aus spätgotischen und Renaissanceelementen. Die Kirche ist dreischiffig-basilikal und von Sterngewölben bedeckt. Blickfang im Innern der Kirche ist das von Alonso de Covarrubias († 1570) entworfene riesige Altarretabel (retablo), das in der Zeit des spanischen Bürgerkrieges schwer beschädigt, später aber restauriert wurde.[7]
- Vom am nördlichen Stadtrand stehenden, 1489 gegründeten, aber im Jahr 1835 aufgelösten Franziskaner-Konvent (Convento de San Antonio) stehen nur noch Ruinen; lediglich das Portal ist größtenteils erhalten. Die Steine des Bauwerks wurden beim 1915 begonnenen Bau der nur etwa 200 m entfernten Stierkampfarena wiederverwendet.[8]
- Die Cripta de los Judíos in der Ermita de San Sebastián enthält 12 Figurengruppen mit Szenen aus der Passion Christi.

Umgebung
- Die im 16. Jahrhundert erbaute Ermita de San Sebastián steht etwa 2 km nordöstlich des Ortes.